# Melanitta
Melanitta là một chi chim trong họ Vịt.